# Десятка жезлов

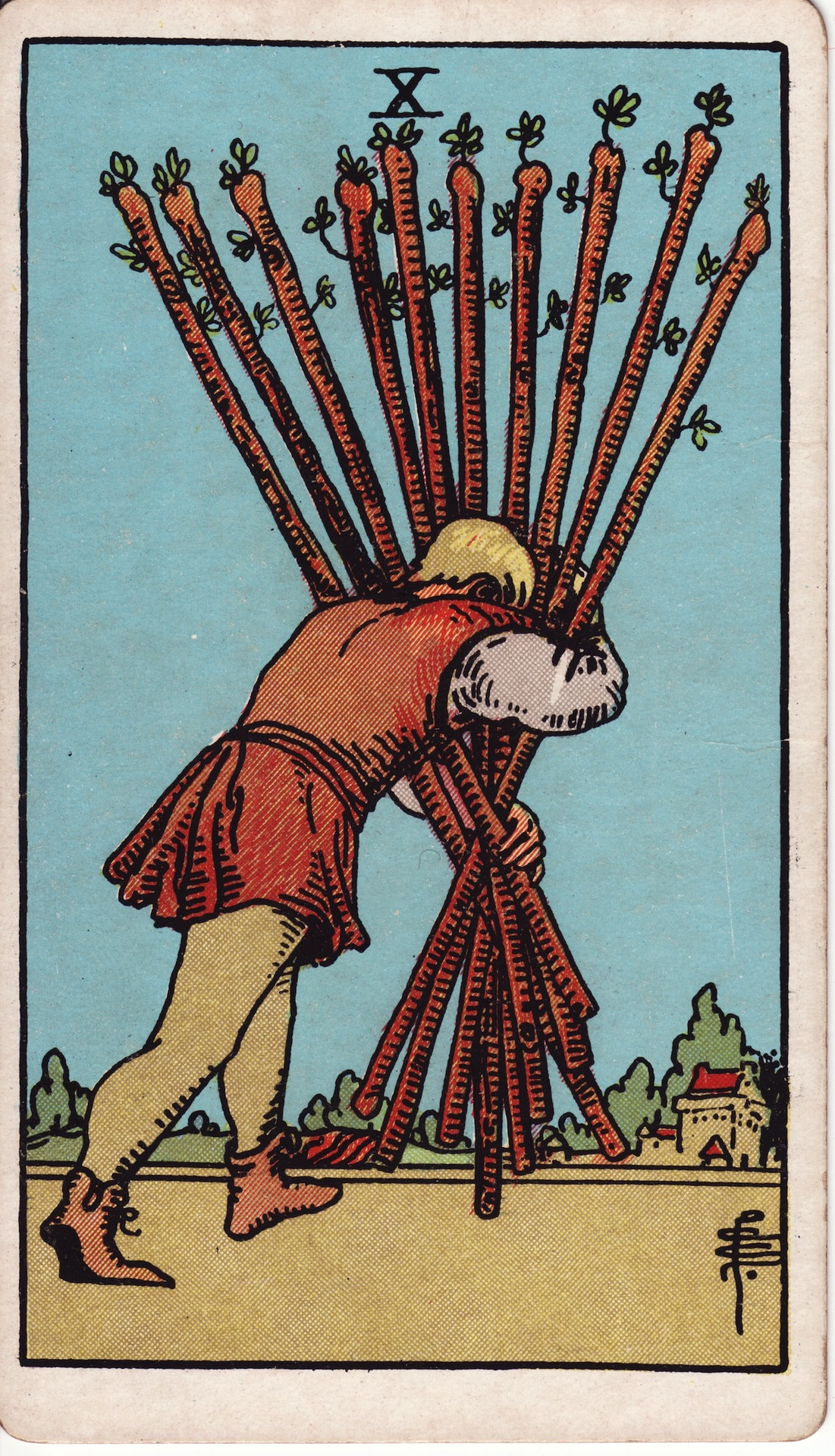
Таро Райдера — Уэйта

Десятка Жезлов — карта Таро, которая относится к младшим арканам масти жезлов.
Карты Таро используются во многих странах Европы для различных карточный игр.
В англоязычных странах, где эти игры практически неизвестны, карты Таро стали использоваться главным образом для гадания.

## Трактовка
Чаще всего карта Десятка Жезлов несет в себе смысл перегрузки и отягощения сложившийся ситуации, когда человеком (гадающим) была на себя взята слишком большая ответственность.

## Ключевые значения
Ключевые значения десятки жезлов:
- Бремя
- Проблемы
- Сильное давление
- Угнетение
- Перерасход средств

## Символика Райдера-Уэйта
- Человек, перегруженный своей деятельностью, тем не менее активен и находится в движении, но не видит дальше своих жезлов (или обязательств).
- На заднем плане можно увидеть город. Вероятно, он направляется туда, возможно, с целью избавиться от этого груза
- Означает повышенное давление и ответственность. Обозреватель журнала Classic Rock Крис Сэйлвиц провел параллель между изображением данной карты из колоды Райдера-Уэйта и обложкой альбома Led Zeppelin IV группы Led Zeppelin[4].